# Václav Hodek
Václav Hodek (28. března 1828 Železná – 22. ledna 1886 Praha) byl český revolucionář, politický vězeň a novinář. V červnu 1848 se účastnil se svatodušních bouří v Praze; koncem téhož roku bojoval na Slovensku proti Maďarům. V květnu 1849 byl zatčen pro účast na májovém spiknutí, odsouzen k smrti, ale omilostněn a do roku 1856 vězněn v pevnosti Komárno. Po návratu do Prahy pracoval do konce života jako korektor v tiskárnách. Roku 1872, kdy krátce působil jako odpovědný redaktor deníku Politik, byl pro tiskový přečin znovu zatčen a šest měsíců strávil v ústavu choromyslných. Osobní ambice neměl, žádné dílo nezanechal. Současníky byl oceňovaný pro vlastenecký idealismus a nezištnou snahu pomáhat potřebným.

## Život
Narodil se roku 1828 v obci Železná u Berouna v rodině učitele. Vystudoval gymnázium a nastoupil na bohosloveckou fakultu, studií ale zanechal v roce 1848. Téhož roku se zapojil do revolučních událostí: pomáhal v Havlíčkových Národních novinách, v červnu při svatodušních bouřích bránil Klementinum, na konci roku organizoval ozbrojenou výpravu na pomoc Slovákům proti Maďarům. Sbor, v němž sloužil, bojoval statečně a 11. prosince u Budatína porazil maďarské oddíly, ale kvůli hmotnému nedostatku byl brzy rozpuštěn.
Hodek se vrátil do Prahy. Roku 1849 se zapojil do přípravy májového spiknutí. Byl jmenován generálem smíchovského dělnictva, s nímž měl obsadit Petřín. Povstání ale bylo prozrazeno a Hodek spolu s dalšími zatčen v noci z 9. na 10. května. Šest měsíců jej věznili na Hradčanech, poté byl odsouzen k smrti. Rozsudek údajně vyslechl s chladnou tváří. Nebyl však popraven, trest mu byl zmírněn na 16 let vězení. Odpykával si jej v pevnosti Komárno. Pobyt zde byl pro něj těžký — zatímco němečtí a maďarští spoluvězni dostávali přilepšení od svých přátel a krajanů, jemu zvenčí nepomohl nikdo. Čas ale využíval čtením literatury. Naučil se tu polsky, maďarsky a italsky do té míry, že byl např. schopen přečíst Danteho díla v originále.
Roku 1856 (podle jiných zdrojů již 1854) byl propuštěn na amnestii a vrátil se do Prahy. Snažil si najít práci jako soukromý učitel, ale nikdo neměl o jeho služby zájem. Aby se uživil, nastoupil jako korektor do Jeřábkovy tiskárny. Toto povolání pak pro různé zaměstnavatele (např. Militký & Novák, Politika) vykonával do konce života.
Roku 1867 se stal vydavatelem a odpovědným redaktorem deníku Politik. Kvůli uveřejněným inzerátům byl ale v září 1872 vzat do vazby. Ve vězení u něj propukla duševní porucha, takže ho museli obléci do svěrací kazajky a převézt do ústavu choromyslných. V ústavu strávil šest měsíců, poté byl propuštěn a vrátil se ke korektorskému zaměstnání.
Neměl žádné osobní ambice, nenabízel se a neprosazoval. Netoužil po bohatství, ani žádné nezanechal. Šlo mu jen o prospěch vlasti a pomoc ostatním. V 50. letech z nízkého platu podporoval dva chudé studenty. Později v zimě jednomu polobosému žebráku na Smíchově věnoval své nové boty. V jedné z tiskáren, kde pracoval, navrhl, aby mu snížili mzdu a rozdíl vyplatili kolegovi, který živil manželku a děti (Hodek sám totiž zůstal do konce života svobodný). Téměř všechen majetek věnoval na Národní divadlo. Byl také členem spolku Muzikanti, zaměřeného na podporu sirotků a vdov po typografech. Svým přátelům občas vypravoval zážitky z roku 1848 i z vězení, nikdy se ale nenechal přesvědčit, aby je sepsal a vydal tiskem.
Zemřel 22. ledna 1886 na tuberkulózu v u Milosrdných sester .Pohřben byl na Vyšehradě.